# Лежні картопляні
Ле́жні картопля́ні — українська страва з товченої картоплі, зазвичай начинена квашеною капустою.
Подають зі сметаною.

## Історія
Страву відносять до литовської кухні. Звідти вони потрапили до Польщі. Популярність в Україні та світі страва здобула завдяки Боні Сфорца.
У різних регіонах лежні називають або картопляними зразами, або просто картопляниками.

## Приготування
Найпоширенішим у кулінарній літературі є такий рецепт:
У зварену протерту й охолоджену до температури 40—50 °С картоплю додають яйця, борошно і перемішують. Квашену капусту смажать на салі чи шпику і заправляють пасерованою на салі цибулею. Підготовлену картопляну масу ділять на дві частини, одну частину кладуть рівним шаром на лист, змащений жиром, та посипають борошном. Потім кладуть начинку з капусти, покривають шаром картопляної маси, що залишилася, поверхню розрівнюють, змащують яйцем і запікають у жаровій шафі. Готову страву охолоджують до температури 70 °С і нарізують на порції.

### Варіації
Можуть бути з різними начинками: капустою, м'ясом, грибами, шкварками, оселедцем і навіть чорносливом.
Вінницькі лежні готують у вигляді рулету або запіканки, які потім нарізають на порційні шматки.